# Сопин, Андрей Алексеевич
Андрей Алексеевич Сопин (род. 7 июля 1997, Москва, Россия) — российский профессиональный баскетболист, играющий на позиции разыгрывающего защитника.

## Карьера
Когда Андрею было 7 лет в спортивной школе «Тринта» проходил набор на который его привела бабушка Валентина Леонидовна Верковская, в прошлом игравшая в ленинградском «Буревестнике». Тренер Андрей Вячеславович Шигин взял Сопина в свою группу.
В сезоне 2013/2014 Андрей играл за МБА в ДЮБЛ.
В сезоне 2014/2015 Сопин успел поиграть во всех мужских командах МБА. По ходу того сезона он совмещал игры в ДЮБЛ, с выступлениями за фарм-команду «МБА-Руна», за которую провёл 14 игр.
30 апреля 2015 года Сопин дебютировал за основную команду МБА. В матче Суперлиги против «Алматинского Легиона» (68:68) Андрей провёл на площадке 9 минут 53 секунды и отметился 2 очками, 1 передачей, 3 подборами и 1 перехватом.
В сезоне 2015/2016 Сопин стал игроком основного состава, 18 раз начиная игры в стартовой пятёрке. В рамках Кубка России и Суперлиги-1 он провёл 31 матч и набирал в среднем 5,6 очка, 2,0 передачи, 2,9 подбора и 1,3 перехвата.
9 февраля 2017 года стало известно, что Сопин попал в состав сборной студентов и примет участие в «Матче молодых звёзд» в Сочи. В этом матче Андрей провёл на паркете 18 минут и 10 секунд, записав на свой счёт 2 очка, 1 передачу и 5 подборов.
В сезоне 2016/2017 Сопин стал чемпионом АСБ в составе команды МГАФК и был признан «Самым ценным игроком» Суперфинала Лиги Белова. В финальном матче против команды СПбГУПТД (62:59) Андрей принёс своей команде 22 очка, 8 подборов и 3 перехвата.
В марте 2019 года Сопин перешёл в «Темп-СУМЗ-УГМК» на правах аренды до конца сезона 2018/2019. В составе ревдинской команды Андрей стал бронзовым призёром Суперлиги-1.
В январе 2020 года Сопин стал амбассадором «Матча звёзд АСБ-2020», который состоялся 1 февраля в Уфе.
В сезоне 2021/2022 Сопин стал серебряным призёром Суперлиги-1 и бронзовым призёром Кубка России.
В сезоне 2022/2023 Сопин во второй раз стал серебряным призёром Суперлиги.
В июне 2024 года Сопин подписал контракт с «Самарой».

5

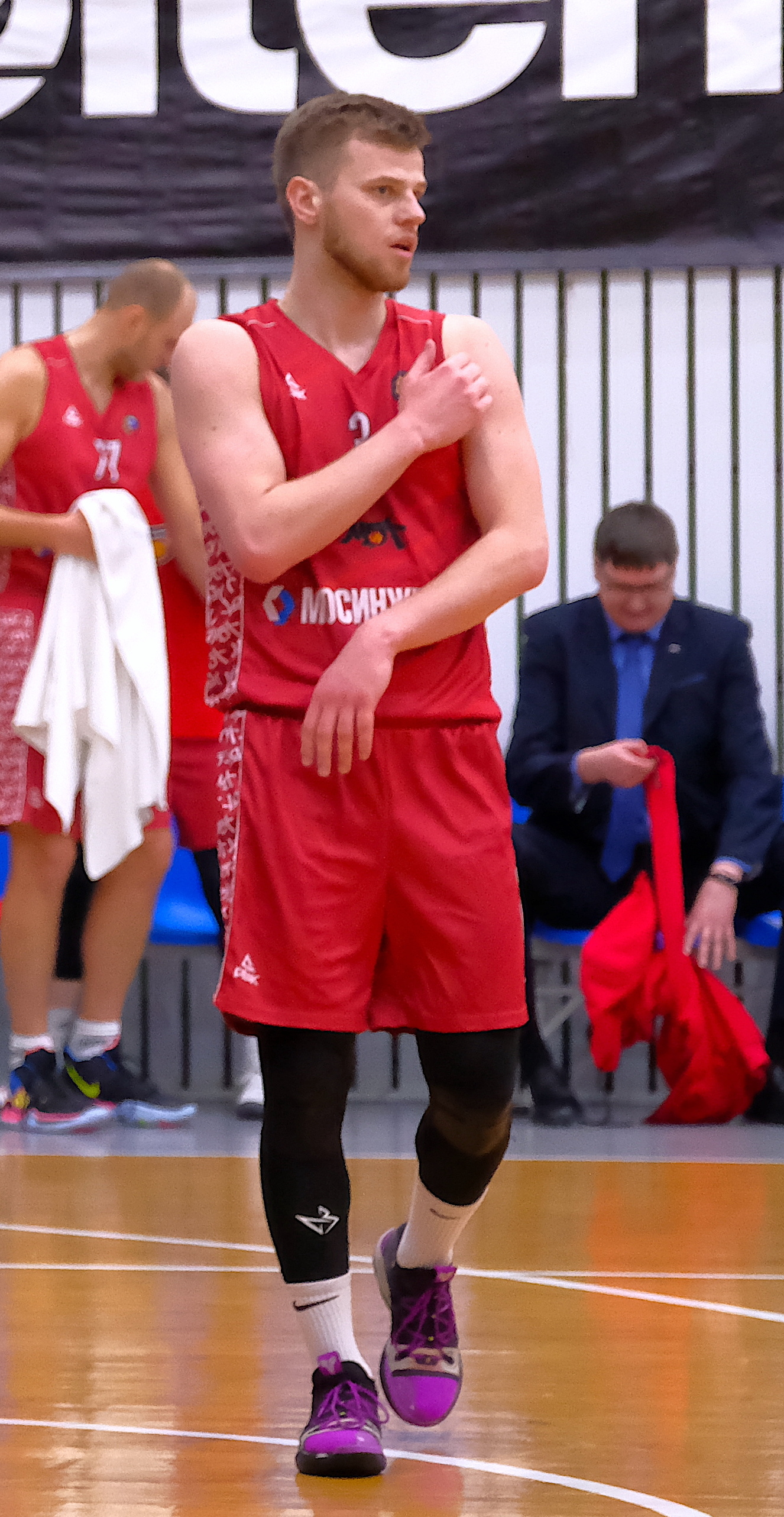
В составе МБА (2021)
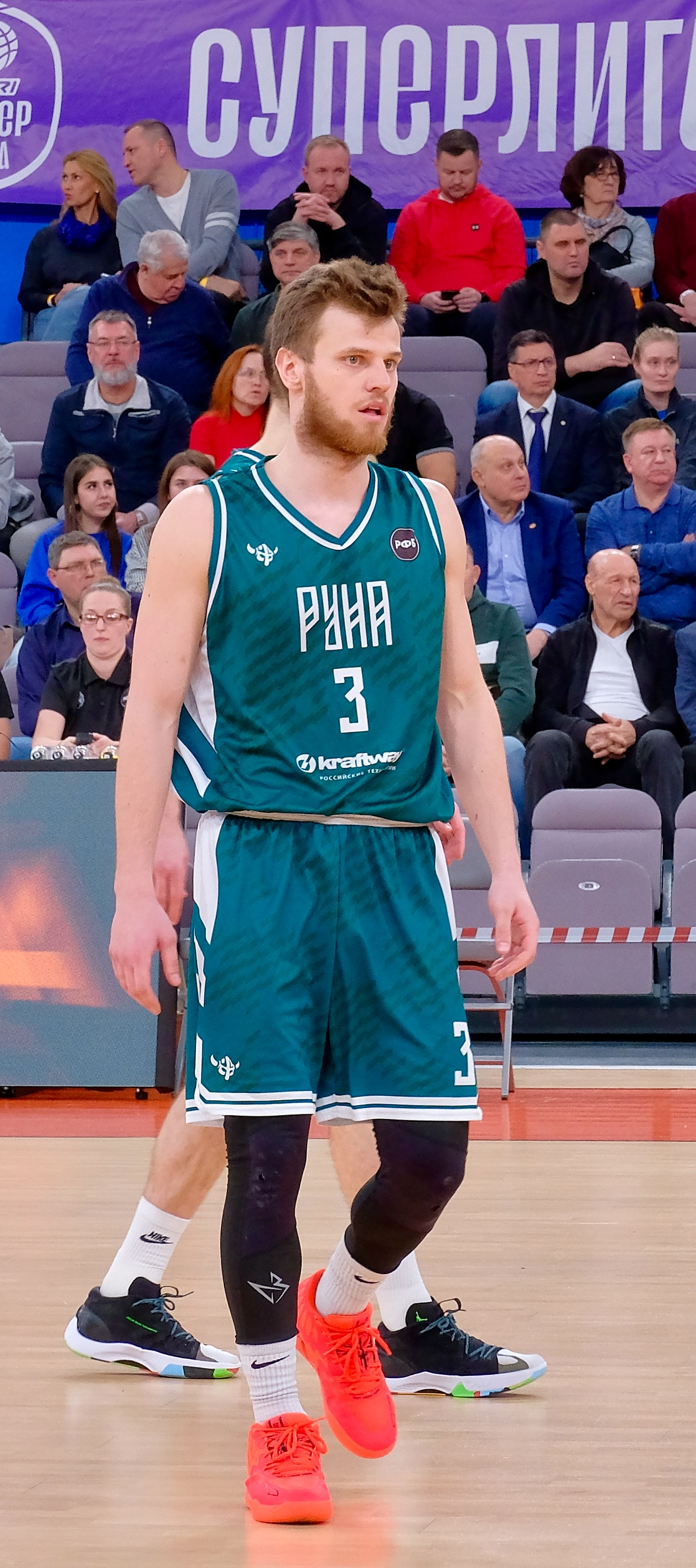
В составе Руны (2023)
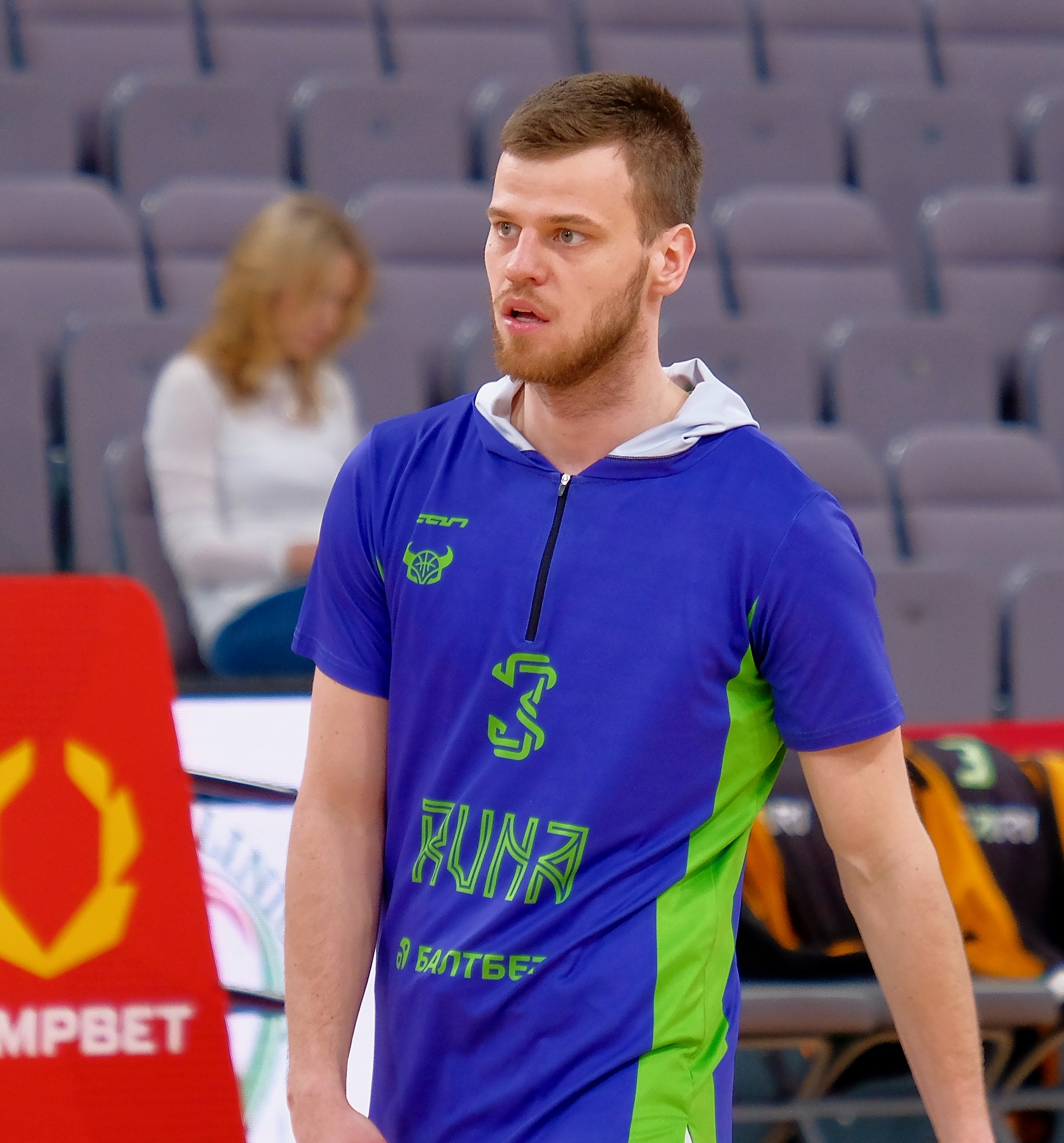
В составе Руны (2024)
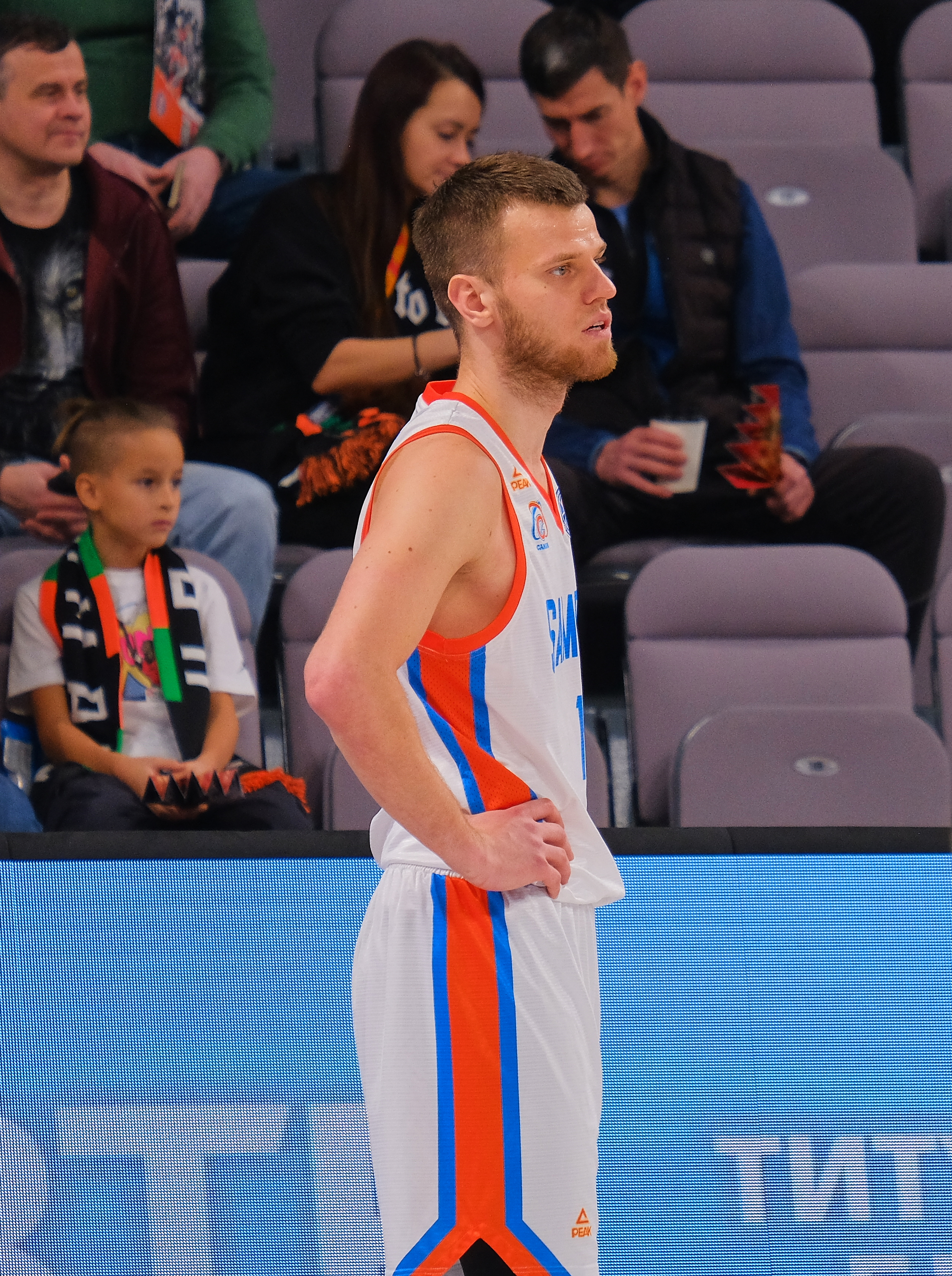
В составе Самары (2024)

## Сборная России
В июле 2016 года Сопин вошёл в итоговую заявку юношеской сборной России (до 20 лет) для участия в чемпионате Европы в дивизионе Б. Заняв 9 место, игрокам сборной не удалось выполнить задачу по возвращению команды в дивизион А.
В июне 2019 года Сопин получил приглашение в открытый тренировочный лагерь для ближайшего резерва сборной России.
2 августа 2019 года Сопин дебютировал в национальной сборной России. В контрольном матче в рамках международного турнира BingoBoom против сборной Иордании (111:71) Андрей провёл на площадке 7 минут 51 секунду и набрал 3 очка, 2 подбора и 1 перехват.
28 августа 2019 года тренерский штаб сборной России во главе с Сергеем Базаревичем объявил окончательную заявку команды на Чемпионат мира-2019. В число 12 игроков вошёл и Сопин.
В январе 2020 года Сопин был включён в расширенный состав сборной России на отборочные игры Евробаскета-2021.

## Достижения
- Серебряный призёр Суперлиги (2): 2021/2022, 2022/2023
- Бронзовый призёр Суперлиги: 2018/2019
- Бронзовый призёр Кубка России: 2021/2022
- Серебряный призёр Кубка РФБ: 2017
- Чемпион АСБ: 2016/2017